# 貝尼阿巴斯
30°4′48″N 2°6′0″W / 30.08000°N 2.10000°W

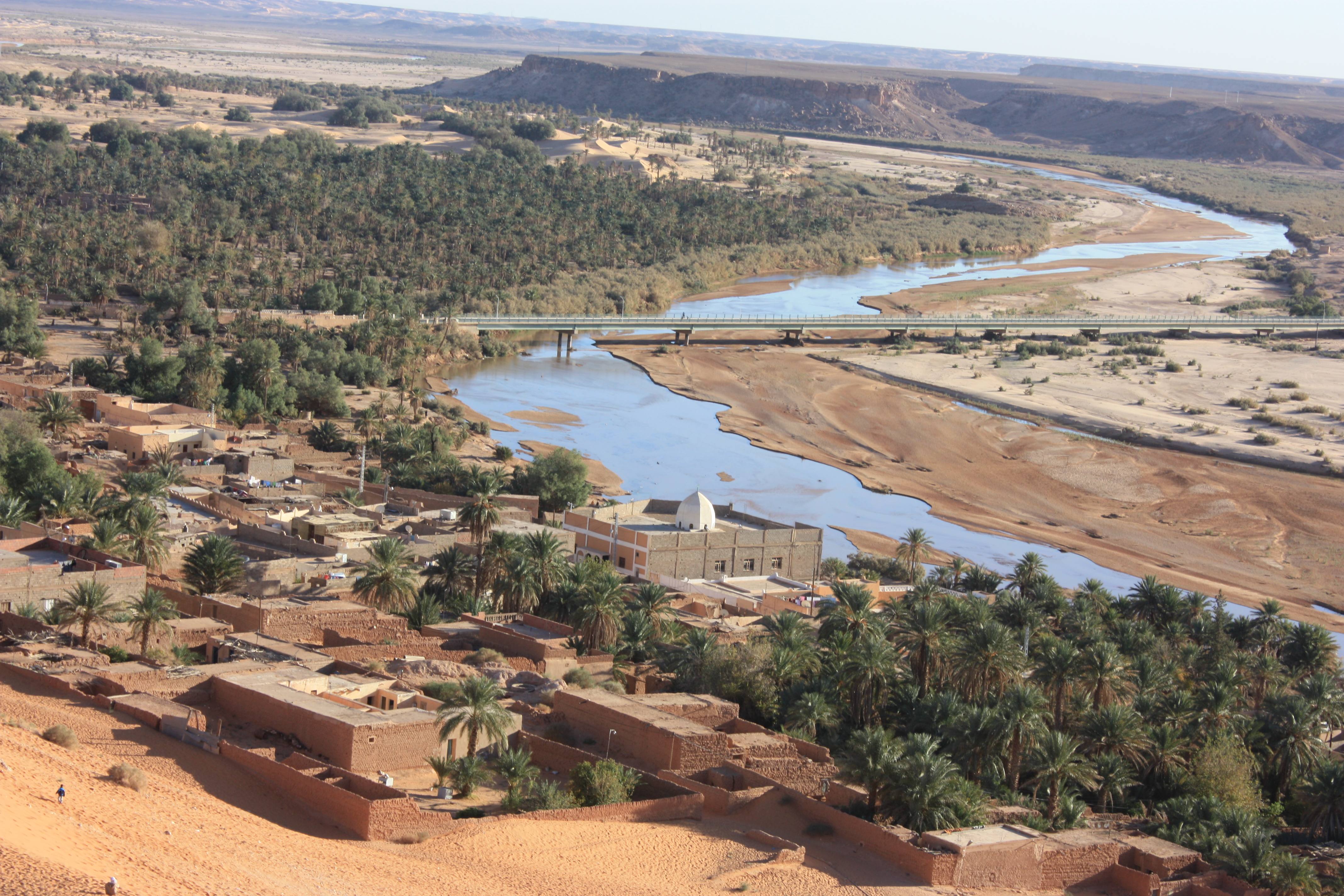

貝尼阿巴斯（阿拉伯语：‎），是阿爾及利亞的城鎮，位於該國西部，由貝沙爾省負責管轄，是貝尼阿巴斯區的首府，面積10,040平方公里，海拔高度483米，2009年人口11,416，人口密度每平方公里1.1人。